# 山崎春之
山﨑 春之（やまざき はるゆき、1926年2月4日 - 2010年1月13日）は、日本の教育者。学校法人駿河台学園の学園長等を務めた。学校法人駿河台大学名誉総長。東京都出身。

## 人物・来歴
- 旧制明治中学校卒業。
- 1948年 - 明治大学商学部卒業、国営の輸出入機関である繊維貿易公団に就職。
- 1952年 - 駿河台学園理事長代行に就任。
- 1964年 - 山崎寿春の死去に伴い、駿河台学園理事長兼学園長就任。
- 1968年 - 駿台文庫設立、代表取締役社長に就任。
- 1985年 - 藍綬褒章受章。
- 1987年 - 学校法人駿河台学園駿河台大学開学。
- 1990年 - 学校法人駿河台大学としての設立が認可、理事長兼総長就任。
- 2006年 - 駿河台学園理事長を退任（学園長は継続）、駿台文庫代表取締役社長を退任。
- 2007年 - 学校法人駿河台大学名誉総長就任。
- 2010年1月13日 - 肺癌のため死去。83歳没[1]。

### 家族・親族
- 父：山崎寿春 - 元明治大学教授、駿台グループ創設者。
- 息子：山崎善久 - 学校法人駿河台大学および学校法人駿台甲府学園前理事長。

## 理事長就任・手腕
父74歳の時に理事長代行を請われ、「利益を追求したり、教育的意義がなくなった時は、すぐやめる」という条件をつけて就任。ビジネスマンとしての経験に基づき経営手腕を発揮し、特に昭和60年頃からの駿台予備学校の全国展開、専門学校の拡充、念願であった大学の開設といった拡大路線を成功させた。

## 著作物
- 教育界のトップブランド『駿台』（財界研究所、2003年12月）